# Naturschutzgebiete in Sizilien

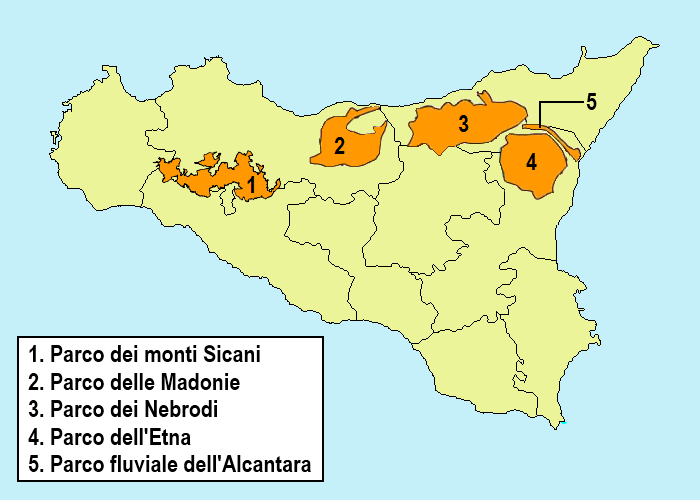
Regionale Naturparks in Sizilien

Dieser Artikel gibt einen Überblick über die Schutzgebiete in Natur- und Landschaftsschutz der italienischen Region Sizilien.

## Überblick
In Sizilien liegen (Stand 2023) einer der italienischen Nationalparks (Parchi nazionali), vier Regionalparks (Parchi regionali), 77 regionale Naturschutzgebiete (Riserve naturali, in Sizilien gibt es nur regionale Naturschutzgebiete, keine staatlichen) und sieben Meeresschutzgebiete (Aree marine protette).

## National- und Regionalparks
Die National- und Regionalparks Siziliens sind im Folgenden alphabetisch aufgelistet ohne Berücksichtigung von Bezeichnung (Parco …) und Artikeln (di, del etc.)
| Name                                 | Metropolitanstadt bzw. Freies Gemeindekonsortium | errichtet | Fläche    | EUAP-Nr. | Bemerkungen | Bild           | Link                         |
| ------------------------------------ | ------------------------------------------------ | --------- | --------- | -------- | --- | -------------- | ---------------------------- |
| Parco nazionale Isola di Pantelleria | Trapani (Lage)                                   | 2016      | 2627 ha   | EUAP1117 | erster und bislang einziger Nationalpark in Sizilien | weitere Bilder | parconazionalepantelleria.it |
| Parco fluviale dell’Alcantara        | Catania + Messina (Lage)                         | 2001      | 1927 ha   | EUAP0859 | | weitere Bilder | parcoalcantara.it            |
| Parco dell’Etna                      | Catania (Lage)                                   | 1987      | 58.095 ha | EUAP0227 | | weitere Bilder | parcoetna.it                 |
| Parco delle Madonie                  | Palermo (Lage)                                   | 1989      | 39.941 ha | EUAP0228 | | weitere Bilder | parcodellemadonie.it         |
| Parco dei Monti Sicani               | Agrigent + Palermo (Lage)                        | 2014      | 5862 ha   | EUAP1136 | Der Naturpark nahm die Naturreservate Monte Cammarata, Monti di Palazzo Adriano e Valle del Sosio, Monte Carcaci und Monte Genuardo e Santa Maria del Bosco auf. 2019 wurde der Naturpark aufgelöst und die einzelnen Naturreservate wieder eingerichtet. | weitere Bilder |                              |
| Parco dei Nebrodi                    | Messina (Lage)                                   | 1993      | 85.587 ha | EUAP0226 | | weitere Bilder | parcodeinebrodi.it           |

## Regionale Naturschutzgebiete
Bei den Naturschutzgebieten (riserve naturali) wird unterschieden in:
- Riserve naturali integrali (Integrale Naturreservate), bei denen der Zugang für Besucher verboten ist und das Ökosystem der natürlichen Entwicklung überlassen wird.
- Riserve naturali orientate (Orientierte Naturreservate), bei denen die Anwesenheit des Menschen auf eine kontrollierte Nutzung beschränkt ist.
- Riserve naturali speciali (Besondere Naturreservate), die spezielle Schutzgebiete sind.

Die regionalen Naturschutzgebiete Siziliens sind im Folgenden alphabetisch aufgelistet ohne Berücksichtigung der Bezeichnung (Riserva naturale …)
| Name | Metropolitanstadt bzw. Freies Gemeindekonsortium |          | errichtet | Fläche  | EUAP-Nr. | Bemerkungen                                       | Bild           | Link                   |
| --- | ------------------------------------------------ | -------- | --------- | ------- | -------- | ------------------------------------------------- | -------------- | ---------------------- |
| Riserva naturale orientata Bagni di Cefalà Diana e Chiarastella                                         | Palermo (Lage)                                   |          | 1997      | 138 ha  | EUAP1153 |                                                   |                | dallevallialmare.it    |
| Riserva naturale orientata Biviere di Gela                                                              | Caltanissetta (Lage)                             |          | 1997      | 332 ha  | EUAP0920 | Betreiber: LIPU-BirdLife Italia                   | weitere Bilder | riservabiviere.it      |
| Riserva naturale orientata Bosco della Ficuzza, Rocca Busambra, Bosco del Cappelliere e Gorgo del Drago | Palermo (Lage)                                   |          |           | 7398 ha | EUAP1103 |                                                   |                |                        |
| Riserva naturale Bosco di Alcamo                                                                        | Trapani (Lage)                                   |          |           | 199 ha  | EUAP0371 |                                                   |                |                        |
| Riserva naturale orientata Bosco di Favara e Bosco Granza                                               | Palermo (Lage)                                   |          |           | 2978 ha | EUAP1121 |                                                   |                |                        |
| Riserva naturale orientata Bosco di Malabotta                                                           | Messina (Lage)                                   |          |           | 3222 ha | EUAP1126 |                                                   |                |                        |
| Riserva naturale orientata Bosco di Santo Pietro                                                        | Catania (Lage)                                   |          |           | 6559 ha | EUAP1155 |                                                   |                |                        |
| Riserva naturale integrale Grotta Conza                                                                 | Palermo (Lage)                                   |          | 1995      | 4,4 ha  | EUAP1142 | Betreiber: Club Alpino Italiano                   |                | naturalmentesicilia.it |
| |                                                  |          |           |         |          |                                                   |                |                        |
| Riserva naturale orientata Monte Cofano                                                                 | Trapani (Lage)                                   |          |           | 537,5   | EUAP1138 |                                                   |                |                        |
| Riserva naturale orientata dello Zingaro                                                                | Trapani (Lage)                                   |          |           | 1600    | EUAP0382 |                                                   | weitere Bilder | riservazingaro.it      |
| Riserva naturale regionale delle Isole dello Stagnone di Marsala                                        | Trapani (Lage)                                   |          |           | 2012    | EUAP891  |                                                   | weitere Bilder |                        |
| Riserva naturale orientata Saline di Trapani e Paceco                                                   | Trapani (Lage)                                   |          |           | 910,6   | EUAP1110 |                                                   | weitere Bilder |                        |
| Riserva naturale orientata Monte San Calogero                                                           | Trapani (Lage)                                   |          |           | 52      | EUAP1104 | Teil auch in der Metropolitanstadt Palermo        |                |                        |
| Riserva naturale Foce del Fiume Belice e dune limitrofe                                                 | Trapani (Lage)                                   |          |           | 241     | EUAP0375 | Teile auch im Freien Gemeindekonsortium Agrigento |                |                        |
| Riserva naturale integrale Lago Preola e Gorghi Tondi                                                   | Trapani (Lage)                                   |          |           | 335,6   | EUAP1118 |                                                   |                |                        |
| Riserva naturale integrale Grotta di Santa Ninfa                                                        | Trapani (Lage)                                   |          |           | 139,4   | EUAP1150 |                                                   |                |                        |
| Riserva naturale orientata Monte San Calogero                                                           | Agrigent (Lage)                                  |          |           | 2819    | EUAP1144 |                                                   |                |                        |
| Riserva naturale orientata Monte Genuardo e San Maria del Bosco                                         | Agrigent (Lage)                                  |          |           | 2553    | EUAP1140 |                                                   |                |                        |
| Riserva naturale orientata Torre Salsa                                                                  | Agrigent (Lage)                                  |          |           | 762     | EUAP1100 |                                                   |                |                        |
| Riserva naturale orientata Foce del Fiume Platani                                                       | Agrigent (Lage)                                  |          |           | 207     | EUAP0375 |                                                   |                |                        |
| Riserva naturale orientata Monte Cammarata                                                              | Agrigent (Lage)                                  |          |           | 2049    | EUAP1123 |                                                   |                |                        |
| Riserva naturale integrale Macalube di Aragona                                                          | Agrigent (Lage)                                  |          |           | 256,4   | EUAP1124 |                                                   |                |                        |
| Riserva naturale orientata Isola di Linosa e Lampione                                                   | Agrigent (Lage)                                  |          |           | 267     | EUAP1141 |                                                   |                |                        |
| Riserva naturale orientata Isola di Lampedusa                                                           | Agrigent (Lage)                                  |          |           | 370 ha  | EUAP1114 |                                                   |                |                        |
| Riserva naturale orientata Isola di Ustica                                                              | Palermo (Lage)                                   |          |           | 204,3   | EUAP1112 |                                                   |                |                        |
| Riserva naturale orientata Isola delle Femmine                                                          | Palermo (Lage)                                   |          |           | 15      | EUAP1133 |                                                   |                |                        |
| Riserva naturale orientata Capo Gallo                                                                   | Palermo (Lage)                                   |          |           | 586     | EUAP1159 |                                                   | weitere Bilder |                        |
| Riserva naturale orientata Serre della Pizzuta                                                          | Palermo (Lage)                                   |          |           | 414     | EUAP1151 |                                                   |                |                        |
| Riserva naturale orientata Serre di Ciminna                                                             | Palermo (Lage)                                   |          |           | 311     | EUAP1152 |                                                   |                |                        |
| Riserva naturale orientata Monte San Calogero                                                           | Palermo (Lage)                                   |          |           | 52      | EUAP1104 |                                                   |                |                        |
| Riserva naturale orientata Capo Rama                                                                    | Palermo (Lage)                                   |          |           | 21,1    | EUAP1101 |                                                   | weitere Bilder | Capo Rama              |
| Riserva naturale orientata Monte Carcaci                                                                | Palermo (Lage)                                   |          |           | 1438    | EUAP1137 |                                                   |                |                        |
| Riserva naturale orientata Monte Pellegrino                                                             | Palermo (Lage)                                   |          |           | 1017    | EUAP0839 |                                                   |                |                        |
| Riserva naturale orientata Pizzo Cane, Pizzo Trigna e Grotta Mazzamuto                                  | Palermo (Lage)                                   |          |           | 4644    | EUAP1115 |                                                   |                |                        |
| Riserva naturale orientata Isola di Alicudi                                                             | Messina (Lage)                                   |          |           | 371     | EUAP1127 |                                                   |                |                        |
| Riserva naturale orientata Isola di Vulcano                                                             | Messina (Lage)                                   |          |           | 1362    | EUAP1097 |                                                   |                |                        |
| Riserva naturale orientata Isola di Panarea e Scogli Viciniori                                          | Messina (Lage)                                   |          |           | 283     | EUAP1129 |                                                   |                |                        |
| Riserva naturale orientata Isola di Stromboli e Strombolicchio                                          | Messina (Lage)                                   |          |           | 1053    | EUAP1148 |                                                   |                |                        |
| Riserva naturale orientata Fiumedinisi e Monte Scuderi                                                  | Messina (Lage)                                   |          |           | 3543    | EUAP1116 |                                                   |                |                        |
| Riserva naturale orientata Isola Bella                                                                  | Messina (Lage)                                   |          |           | 10,5    | EUAP1149 |                                                   |                |                        |
| Riserva naturale orientata Laghetti di Marinello                                                        | Messina (Lage)                                   |          |           | 401     | EUAP1108 |                                                   |                |                        |
| Riserva naturale orientata Laguna di Capo Peloro                                                        | Messina (Lage)                                   |          |           | 68      | EUAP1160 |                                                   |                |                        |
| Riserva naturale Le Montagne delle Felci e dei Porri                                                    | Messina (Lage)                                   |          |           | 1079    | EUAP0378 |                                                   |                |                        |
| Riserva naturale orientata La Timpa                                                                     | Catania (Lage)                                   |          |           | 225     | EUAP1111 |                                                   |                |                        |
| Riserva naturale orientata Sughereta di Niscemi                                                         | Catania (Lage)                                   |          |           | 2939    | EUAP1131 |                                                   |                |                        |
| Riserva naturale integrale Complesso Immacolatelle e Micio Conti                                        | Catania (Lage)                                   |          |           | 70      | EUAP1145 |                                                   |                |                        |
| Riserva naturale Fiume Fiumefreddo                                                                      | Catania (Lage)                                   |          |           | 10,4    | EUAP0374 |                                                   |                |                        |
| Riserva naturale Oasi del Simeto                                                                        | Catania (Lage)                                   |          |           | 1859    | EUAP0380 |                                                   |                |                        |
| Riserva naturale orientata Pantalica, Valle dell’Anapo, Torrente Cava Grande                            | Siracusa                                         | Lage     |           | 3712a   | EUAP1139 |                                                   |                |                        |
| Riserva naturale integrale Complesso speleologico Villasmundo-Sant'Alfio                                | Siracusa                                         | Lage     |           | 71,7    | EUAP1147 |                                                   |                |                        |
| Riserva naturale orientata Cavagrande del Cassibile                                                     | Siracusa                                         | Lage     |           | 1060    | EUAP0372 |                                                   | weitere Bilder |                        |
| Riserva naturale orientata Oasi Faunistica di Vendicari                                                 | Siracusa                                         | Lage     |           | 1512    | EUAP0381 |                                                   | weitere Bilder |                        |
| Riserva naturale Fiume Ciane e Saline di Siracusa                                                       | Siracusa                                         | Lage     |           | 317     | EUAP0373 |                                                   |                |                        |
| Riserva naturale orientata Saline di Priolo                                                             | Siracusa                                         | Lage     |           | 54,5    | EUAP1099 |                                                   |                |                        |
| Riserva naturale Macchia Foresta del Fiume Irminio                                                      | Ragusa                                           | Lage     |           | 134,7   | EUAP0379 |                                                   |                |                        |
| Riserva naturale Pino d’Aleppo                                                                          | Ragusa                                           | Lage     |           | 3632    | EUAP0383 |                                                   |                |                        |
| Riserva naturale orientata Monte Altesina                                                               | Enna                                             | Lage     |           | 744     | EUAP1130 |                                                   |                |                        |
| Riserva naturale speciale Lago di Pergusa                                                               | Enna                                             | Lage     |           | 402,5   | EUAP1146 |                                                   |                |                        |
| Riserva naturale orientata Monte Capodarso e Valle dell’Imera Meridionale                               | Enna                                             | Lage     |           | 1485    | EUAP1106 |                                                   |                |                        |
| Riserva naturale orientata Rossomanno-Grottascura-Bellia                                                | Enna                                             | Lage (?) |           | 2011    | EUAP1154 |                                                   |                |                        |
| Riserva naturale orientata Vallone di Piano della Corte                                                 | Enna                                             | Lage (?) |           | 194     | EUAP1105 |                                                   |                |                        |
| Riserva naturale orientata Sambuchetti-Campanito                                                        | Enna                                             | Lage     |           | 2819    | EUAP1143 |                                                   |                |                        |
| Riserva naturale orientata geologica di Contrada Scaleri                                                | Caltanissetta                                    | Lage     |           | 3       | EUAP1134 |                                                   |                |                        |
| Riserva naturale integrale Lago Sfondato                                                                | Caltanissetta                                    | Lage     |           | 13      | EUAP1135 |                                                   |                |                        |
| Riserva naturale Lago Soprano                                                                           | Caltanissetta                                    | Lage     |           | 59,8    | EUAP1096 |                                                   |                |                        |

## Meeresschutzgebiete
Die Meeresschutzgebiete Siziliens sind im Folgenden alphabetisch aufgelistet ohne Berücksichtigung von Bezeichnung (Area marina protetta) und Artikeln (di, del etc.)
| Name                                                  | Metropolitanstadt bzw. Freies Gemeindekonsortium | errichtet | Fläche    | EUAP-Nr. | Bemerkungen                        | Bild           | Link                  |
| ----------------------------------------------------- | ------------------------------------------------ | --------- | --------- | -------- | ---------------------------------- | -------------- | --------------------- |
| Area marina protetta Capo Gallo – Isola delle Femmine | Palermo (Lage)                                   | 2002      | 2173 ha   | EUAP0555 |                                    | weitere Bilder | ampcapogallo-isola.it |
| Area marina protetta Capo Milazzo                     | Messina (Lage)                                   | 2018      | 754 ha    |          |                                    |                | ampcapomilazzo.it     |
| Area marina protetta Isola di Ustica                  | Palermo (Lage)                                   | 1986      | 15.951 ha | EUAP0170 |                                    | weitere Bilder | ampustica.it          |
| Area marina protetta Isole Ciclopi                    | Catania (Lage)                                   |           | 623 ha    | EUAP0171 |                                    | weitere Bilder | isoleciclopi.it       |
| Area marina protetta Isole Egadi                      | Trapani (Lage)                                   |           | 53.992 ha | EUAP0172 | größtes Meeresschutzgebiet Europas |                | ampisoleegadi.it      |
| Area marina protetta Isole Pelagie                    | Agrigent (Lage)                                  | 2002      | 1136 ha   | EUAP0553 |                                    |                | ampisolepelagie.it    |
| Area marina protetta del Plemmirio                    | Syrakus (Lage)                                   | 2004      | 2429 ha   | EUAP0512 |                                    |                | plemmirio.eu          |